# لشکر پادشاهی
لشکر پادشاهی (انگلیسی: King's Division) لشکر پیاده‌نظام نیروی زمینی بریتانیا است، که در سال ۱۹۶۸ تأسیس شد.
لشکر کینگ یک واحد فرماندهی، آموزشی و اداری ارتش بریتانیا است که برای هنگ‌های پیاده‌نظام در شمال انگلستان تعیین شده است.
این لشکر در سال ۱۹۶۸ به عنوان بخشی از سازماندهی مجدد ارتش بریتانیا تشکیل شد که لشکرهای اداری را در شش لشکر (که اکنون چهار لشکر هستند) ادغام کرد، از جمله لشکرهای گارد، کینگ، کوئینز، لایت، اسکاتلندی و پرنس ولز. لشکر کینگ جایگزین سه لشکر منطقه‌ای شد: لشکرهای لنکستر، یورکشایر و ایرلند شمالی.
در سال ۲۰۰۶، پس از ادغام چندین هنگ، این لشکر شامل دو هنگ "بزرگ" شد؛ هنگ دوک لنکستر و هنگ سلطنتی یورکشایر (هر کدام ۳-۴ گردان) و در سال ۲۰۱۷ هنگ مرسیان نیز به این لشکر منتقل شد.